# Rudka (powiat sokólski)
Rudka – wieś w Polsce, położona w województwie podlaskim, w powiecie sokólskim, w gminie Korycin.
| SIMC    | Nazwa         | Rodzaj  |
| ------- | ------------- | ------- |
| 0032402 | Milewszczyzna | kolonia |

W latach 1975–1998 wieś należała administracyjnie do województwa białostockiego.
Wieś królewska ekonomii grodzieńskiej położona była w końcu XVIII wieku  w powiecie grodzieńskim województwa trockiego. 
Wierni kościoła rzymskokatolickiego należą do parafii Znalezienia i Podwyższenia Krzyża Świętego w Korycinie.